# Angleterre du Nord-Est
L'Angleterre du Nord-Est (North East England) est une des neuf régions d'Angleterre, au Royaume-Uni.

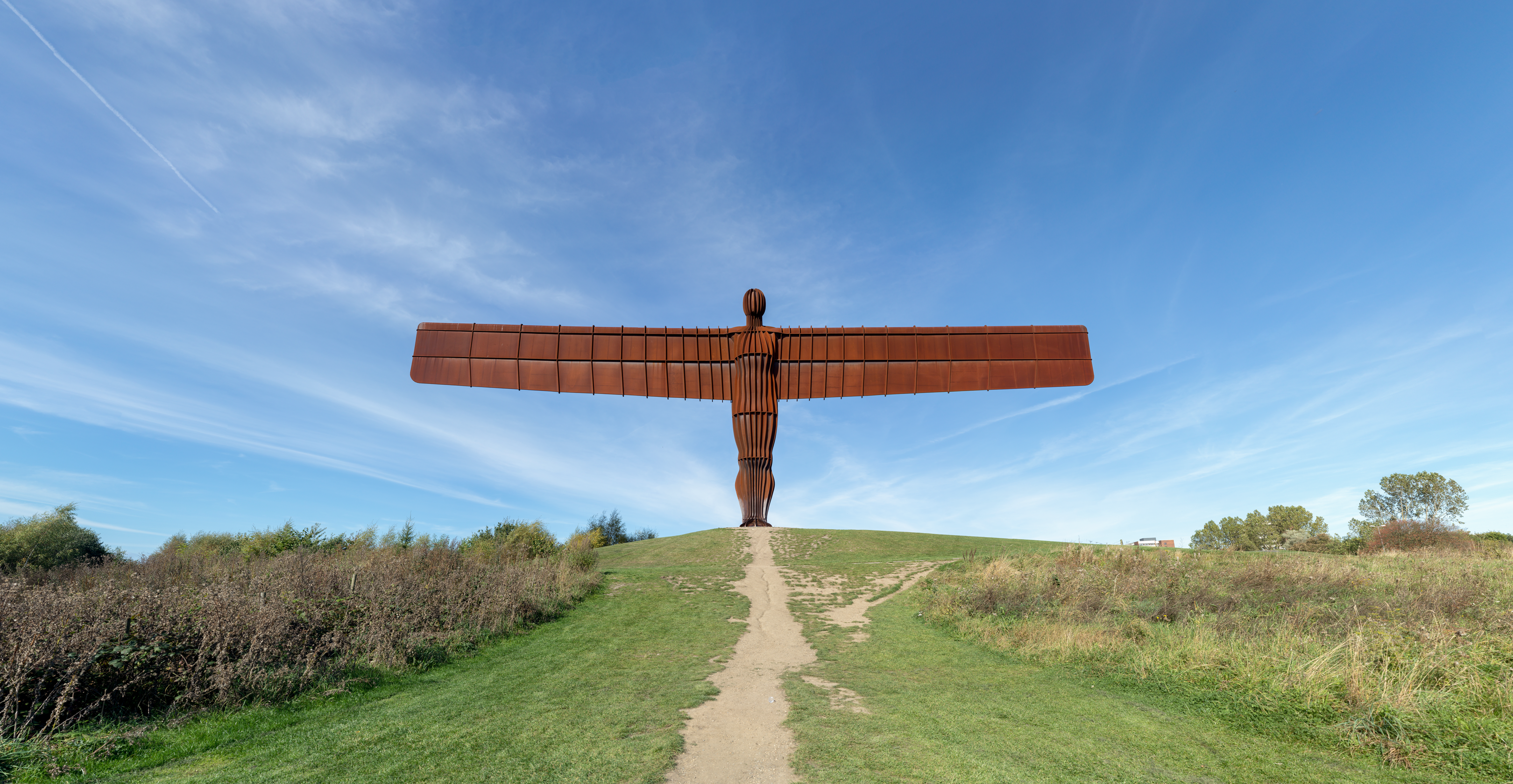
L'Ange du Nord, du bas de la colline regardant l'Ange

Elle comprend des comtés, districts et autorités du nord-est de l'Angleterre. Les administrations régionales sont regroupées à Newcastle upon Tyne. Sa superficie est de 8 592 km2 (8e région), sa population est de 2 597 000 habitants (recensement de 2011, 9e région) soit une densité de 302 hab./km2.

## Divisions administratives
Légende
- AU : autorité unitaire (à la fois comté et district non métropolitain)
- CNM : comté non métropolitain
- CM : comté métropolitain

| Carte                         | Comté cérémonial       | Comté métropolitain                                                                       | Districts, boroughs et cités |
| ----------------------------- | ---------------------- | ----------------------------------------------------------------------------------------- | ---------------------------- |
|                               | 1. Northumberland AU   |                                                                                           |                              |
| 2. Tyne and Wear CM           | 2. Tyne and Wear CM    | a) Newcastle upon Tyne, b) Gateshead, c) North Tyneside, d) South Tyneside, e) Sunderland |                              |
| Durham                        | 3. Durham AU           | 3. Durham AU                                                                              |                              |
| Durham                        | 4. Darlington AU       |                                                                                           |                              |
| Durham                        | 5. Hartlepool AU       |                                                                                           |                              |
| Durham                        | 6. Stockton-on-Tees AU |                                                                                           |                              |
| Yorkshire du Nord (en partie) |                        |                                                                                           |                              |
| 7. Redcar and Cleveland AU    |                        |                                                                                           |                              |
| 8. Middlesbrough AU           |                        |                                                                                           |                              |

## Villes
- Cramlington
- Middlesbrough
- Newcastle upon Tyne
- Sunderland